# Lurdusaurus arenatus
Lurdusaurus (il cui nome significa "lucertola pesante") è un genere estinto di dinosauro ornithopode di grandi dimensioni vissuto nel Cretaceo inferiore, circa 121-112 milioni di anni fa (Aptiano), in quello che oggi è il Niger. L'unica specie ascritta a questo genere è L. arenatus.

## Etimologia
Il nome generico, Lurdusaurus, deriva dal latino lurdus ossia "pesante" più l'epiteto saurus ossia "lucertola". Il nome specifico, della specie tipo, arenatus, significa "sabbia", come riferimento al deserto di Ténéré.

## Descrizione

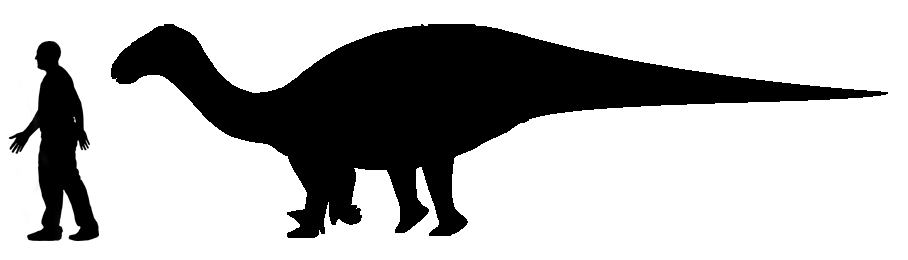
Dimensioni di L. arenatus, a confronto con un uomo

Sulla base del materiale noto, il Lurdusaurus era un animale molto robusto e pesante, rispetto ad altri iguanodontidi. Le zampe anteriori di questo animale erano, proporzionalmente, brevi e robuste in grado di sorreggere facilmente il corpo voluminoso dell'animale. Le mani erano larghe e possedevano quattro dita più un artiglio-pollice nel lato interno della mano. 
Le zampe posteriori erano anch'esse brevi ma robuste, specialmente nella parte inferiore della gamba. Il piede era insolitamente costruito in modo che le ossa del piede (metatarsi) non toccassero il suolo, suggerendo la presenza di una zona carnosa che sostenesse la maggior parte del peso. Il collo dell'animale era esageratamente più lungo dei loro parenti, ed era formato da numerose vertebre relativamente allungata, dando al collo una notevole flessibilità.
Sulla base degli arti anteriori, i paleontologi hanno stimato che l'animale poteva raggiungere i 9 metri (30 ft) di lunghezza, i 2 metri (6,6 ft) di altezza ai fianchi, per un peso di circa 5,5 tonnellate (6,1 tonnellate corte). Per via del corpo grosso e pesante e i suoi corti arti anteriori, secondo i descrittori di questo animale Taquet e Russell, l'animale in vita ricordava superficialmente un ankylosauro.

## Classificazione
Nonostante i resti del Lurdusaurus non siano ancora stati descritti nella loro completezza, questo dinosauro è stato classificato nella famiglia degli iguanodontidi e sono state proposte strette parentele con il cinese Lanzhousaurus, descritto nel 2005 sulla base di resti fossili molto incompleti. Questi due iguanodonti sembrerebbero essere stati parte di una linea di ornitopodi di dimensioni gigantesche e dalla corporatura particolarmente pesante, caratteristici del Cretaceo inferiore.

## Storia della scoperta

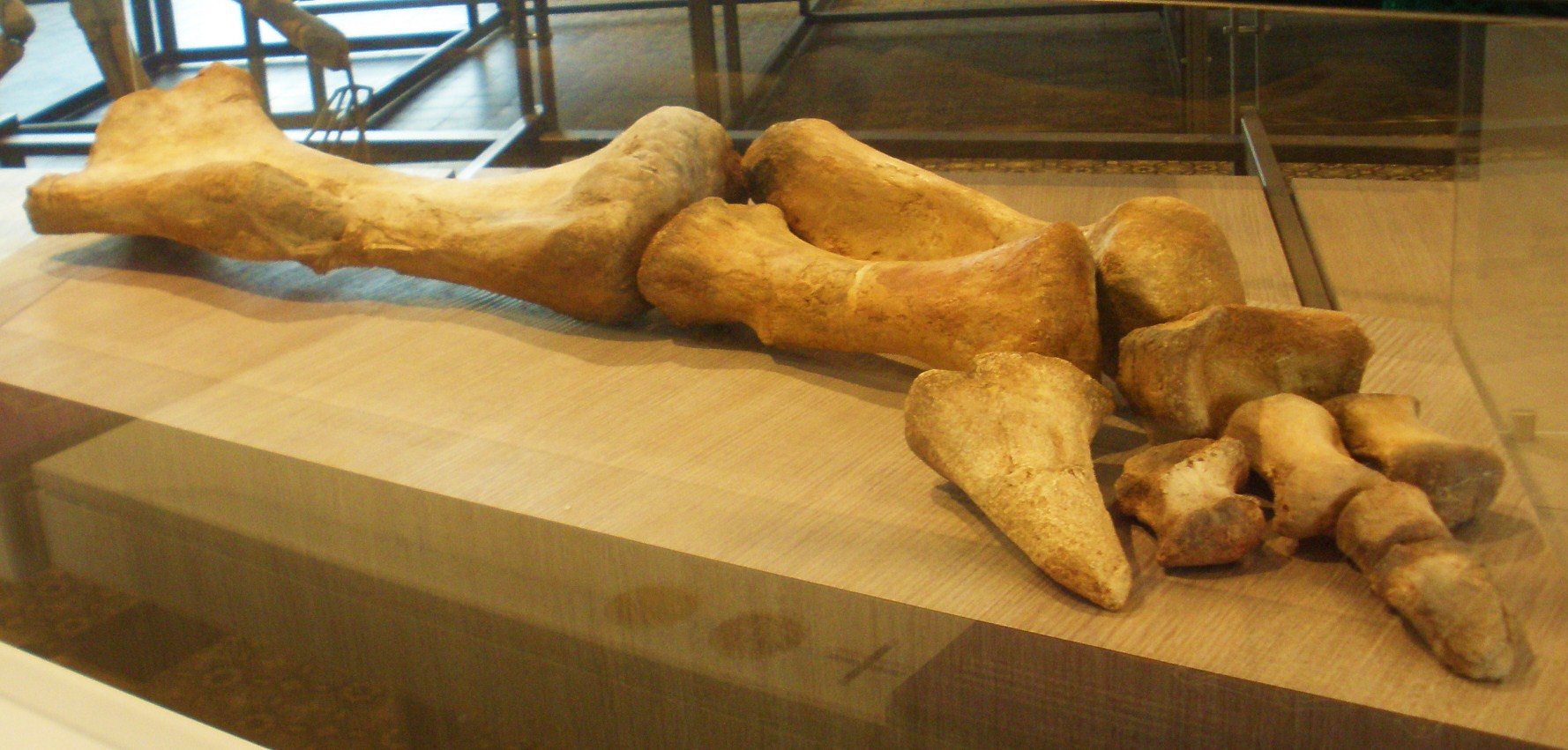
Arto anteriore parzialmente ricostruito di L. arenatus, al Royal Belgian Institute of Natural Sciences

Questo misterioso dinosauro, noto attraverso resti fossili appartenenti a due individui rinvenuti nel deserto del Ténéré, nel Niger, durante le spedizioni capitanate da Giancarlo Ligabue e Philippe Taquet in Africa negli anni '70, è rimasto per molti anni in attesa di una vera e propria descrizione formale. La prima studiosa ad occuparsene, verso la fine degli anni '80, fu Souad Chabli, che nella sua tesi di laurea lo chiamò Gravisaurus tenerensis; il nome del genere derivava dal latino "gravis" (pesante), mentre il nome della specie faceva riferimento al deserto dove erano stati trovati i resti fossili.

La denominazione di questo enorme erbivoro, tuttavia, era solamente preliminare (nomen ex dissertatione) e priva di un'adeguata descrizione e così per molti anni il misterioso ornitopode gigante del Niger rimase un nomen nudum privo di una descrizione formale.
Dovettero passare più di dieci anni perché questo dinosauro venisse descritto ufficialmente, con il nome di Lurdusaurus arenatus, nel 1999, da parte di Taquet e Russell. Il nome del genere del deriva dal latino "lurdus" (pesante) come in Gravisaurus, mentre "arenatus" (sabbioso) fa ancora riferimento alla sabbia del deserto.
L'olotipo, MNHN GDF 1700, fu ritrovato negli strati della formazione Elrhaz risalenti al periodo Aptiano e consistono di uno scheletro parziale e di frammenti del cranio.

## Paleobiologia

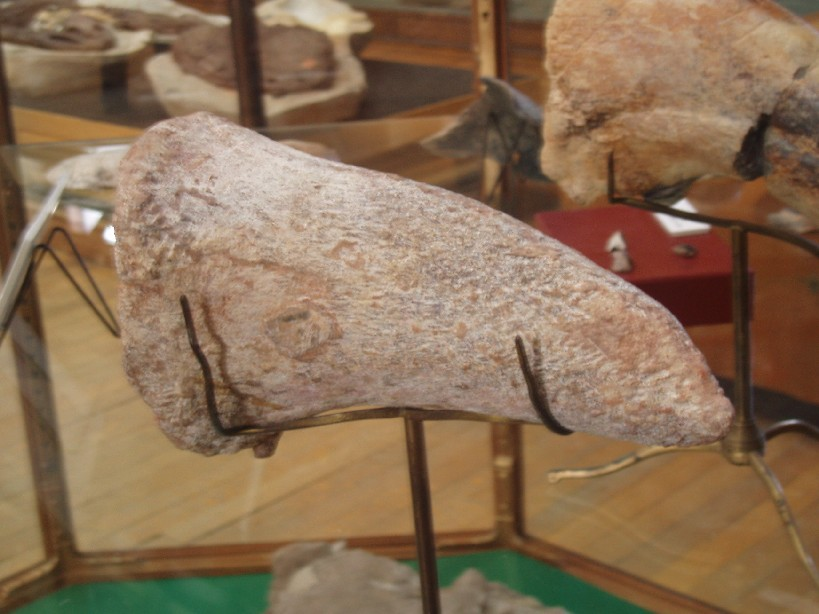
Artiglio del pollice di Lurdusaurus, a Parigi

### Stile di vita
Sulla base della corporatura massiccia dell'animale e all'ambiente in cui esso viveva, il paleontologo Tom Holtz ha suggerito che il Lurdusaurus fosse un dinosauro acquatico o semi-acquatico, che usava il suo grosso peso per rimanere immerso e usava il suo lungo collo per nutrirsi delle piante acquatiche in profondità o semplicemente per respirare più facilmente, in modo incredibilmente simile ai moderni ippopotami.

### Habitat
I fossili di Lurdusaurus sono stati ritrovati all'interno della Formazione Elrhaz, risalente alla fine dell'Aptiano e ai primi dell'Albiano, nel Cretaceo inferiore, circa 112 milioni di anni fa. La stratigrafia dell'area e il ritrovamento di numerose forme di vita acquatiche, suggeriscono che all'epoca la zona era un ambiente fluviale interno, caratterizzato da abbondanti acquitrini e un clima tropicale umido. La fauna era costituita in gran parte da dinosauri di medie dimensioni: gli erbivori, insieme a Lurdusaurus, erano l'Ouranosaurus e il sauropode Nigersaurus. I carnivori erano numerosi ma si nutrivano ciascuno di prede differenti, come lo spinosauride Suchomimus, che si nutriva prevalentemente di pesci, il carcharodontosauride Eocarcharia e l'abelisauride Kryptops. Le acque erano popolate da numerosi pesci come il pesce holosteo Lepidotus e il celacanto Mawsonia,  nonché numerosi generi di coccodrilli come lo strano Kaprosuchus e il gigantesco Sarcosuchus.